# Ischionodonta mexicana
Ischionodonta mexicana là một loài bọ cánh cứng trong họ Cerambycidae.